# Sher Shah Suri
Shēr Shāh Sūrī (Sasaram, 1486 – Forte Kalinjar, 22 maggio 1545) è stato il fondatore e primo sultano dell'Impero Sūrī nel nord del Subcontinente indiano, la cui capitale fu Delhi.
Di etnia Pashtun, Shēr Shāh prese il controllo dell'Impero Moghul nel 1538. Dopo la sua morte accidentale, avvenuta nel 1545, il figlio Islām Shāh divenne il suo successore.

## Biografia

### Carriera militare e politica
Egli all'inizio fu un soldato semplice prima di assurgere al grado di comandante nell'esercito Mughal sotto Bābur e quindi divenne governatore del Bihar. Nel 1537, mentre il figlio di Bābur, Humāyūn, era impegnato altrove in una spedizione, Shēr Shāh invase lo Stato del Bengala e fondò la dinastia Sūrī. Brillante stratega, Sher Shah diede prova di sé come capace amministratore e abile generale. La riorganizzazione del suo dominio pose le fondamenta per i successivi imperatori Moghul, in particolare Akbar, figlio di Humāyūn.
Durante il suo settennale governo, dal 1538 al 1545, egli creò una nuova amministrazione civile e militare, sostituì con la prima Rupia il Taka e riorganizzò il sistema postale indiano.
 Sviluppò inoltre la città Dina-panah di Humāyūn, che chiamò Shērgarh e fece rivivere la città di Pataliputra, che era stata in declino dal VII secolo e che rinominò Patna. Egli prolungò la Grand Trunk Road da Chittagong nella frontiera della provincia del Bengala, nel nord-est dell'India, fino a Kabul in Afghanistan, nell'estremo nord-ovest del paese.

### Decesso

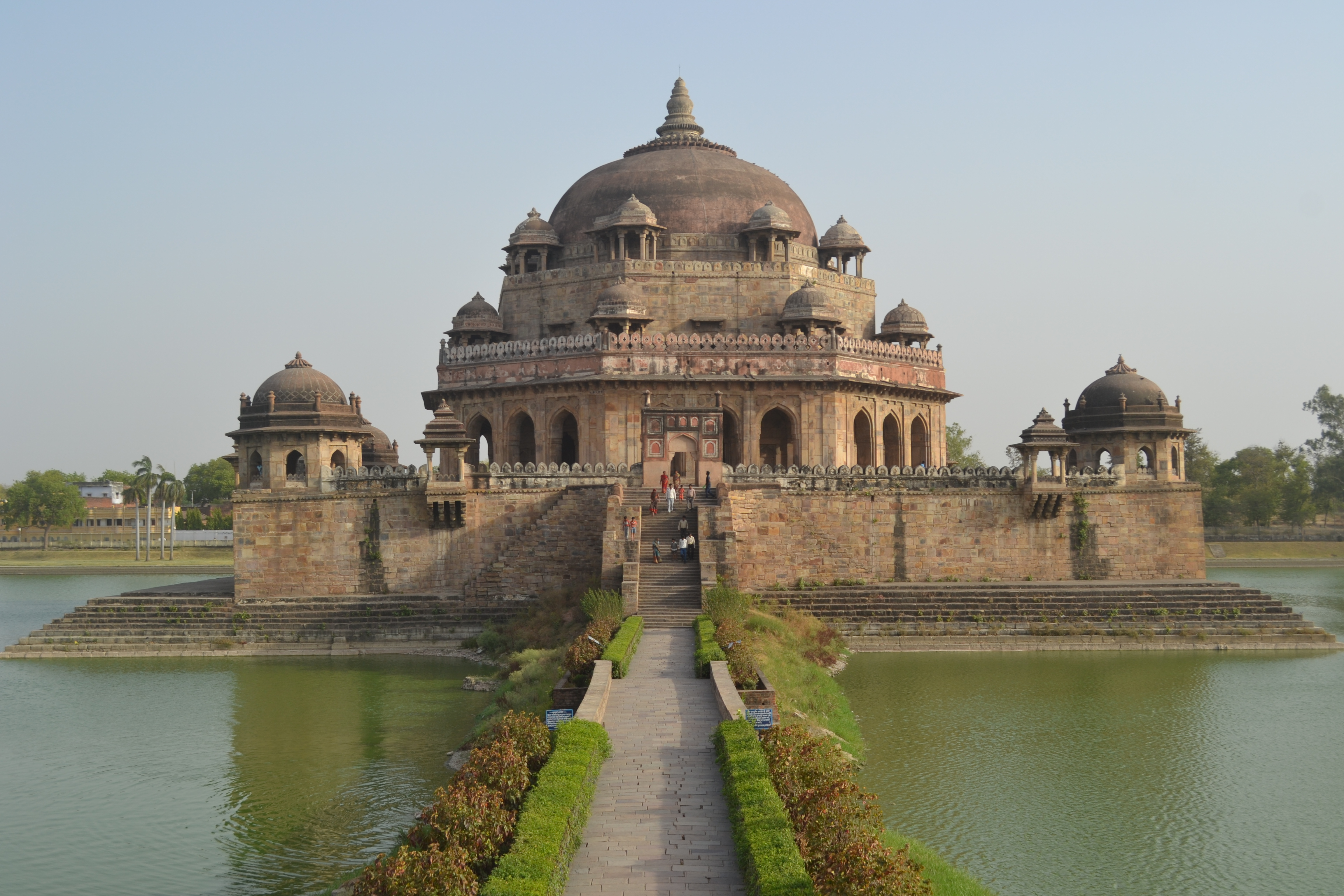
Il Mausoleo di Shēr Shāh Sūrī a Sasaram

Shēr Shāh fu ucciso il 22 maggio 1545 durante l'assedio dei Rajput del forte Kalinjar . Quando ormai tutte le tattiche per sottomettere il forte erano fallite, Shēr Shāh ordinò di far esplodere i muri del forte con polvere da sparo, ma egli stesso rimase vittima delle esplosioni. Gli succedette il figlio Jalāl Khān, che prese il titolo di Islām Shāh Sūrī. Il suo mausoleo, alto oltre 37 metri, si trova al centro di un lago artificiale a Sasaram, una città sulla Grand Trunk Road.